# Ada Carrasco
Ada Carrasco (Ciudad de México, México; 17 de septiembre de 1911 - ibíd.; 5 de abril de 1994) fue una actriz mexicana, conocida por las telenovelas Marimar, El abuelo y yo, Carrusel y Soledad y las películas Como agua para chocolate, Pedro Páramo y Balún Canán.

## Biografía
Ada Carrasco Navarrete nació el 17 de septiembre de 1911 en Ciudad de México. Hija de Honorato Carrasco, ingeniero, y Ada Navarrete, soprano. Hermana de la actriz Queta Carrasco, madre de la también actriz Malena Doria, abuela de las productoras y directoras Magda Rodríguez y Andrea Doria, y bisabuela de la presentadora Andrea Escalona.
Su debut lo hizo en el teatro en la obra La culta dama en 1951, y trabajó en cine y televisión. Fue una prolífica actriz de telenovelas, llegando a participar en más de 60, entre muchas otras María Isabel, Viviana, Los ricos también lloran, Soledad, Rosa salvaje, Mi segunda madre y De frente al sol, por la que ganó el premio TVyNovelas a la Mejor primera actriz en 1993.

## Muerte
Ada Carrasco Navarrete falleció el 5 de abril de 1994 a la edad de 82 años en un hospital de la Ciudad de México, luego de perder la batalla contra el cáncer cervicouterino complicada por una cardiopatía mixta, aproximadamente una semana después de haber terminado su participación en la grabación de la telenovela Marimar, justo el día en que se transmitió la muerte de su personaje, sus restos reposan actualmente en el Panteón Español.

## Filmografía
| Año  | Telenovela                   | Rol           |
| ---- | ---------------------------- | ------------- |
| 1994 | Marimar                      | Mamá Cruz     |
| 1993 | Más allá del puente          | Lich          |
| 1992 | El abuelo y yo               | Enriqueta     |
| 1992 | De frente al sol             | Lich          |
| 1990 | Amor de nadie                | Cony          |
| 1990 | Mujer: Casos de la vida real |               |
| 1989 | Mi segunda madre             | Dolores       |
| 1989 | Carrusel                     | Tía Matilde   |
| 1988 | Amor en silencio             | Ada de Robles |
| 1987 | Chespirito                   | Monja         |
| 1987 | Rosa salvaje                 | Carmen        |
| 1986 | Pobre juventud               | Filomena      |
| 1986 | Muchachita                   | Lucha         |
| 1985 | Los años pasan               | Lencha        |
| 1983 | Amalia Batista               | Petra         |
| 1982 | Vivir enamorada              | Charito       |
| 1982 | Bianca Vidal                 | Vicenta       |
| 1981 | Soledad                      | Justa         |
| 1981 | El hogar que yo robé         | La Coronela   |
| 1980 | Al rojo vivo                 |               |
| 1980 | Ambición                     | Natalia       |
| 1979 | Los ricos también lloran     | Felipa        |
| 1978 | Viviana                      | Rosa          |
| 1978 | Ardiente secreto             |               |
| 1977 | Pacto de amor                | Ernestina     |
| 1976 | Los bandidos del río frío    | Nastasita     |
| 1974 | Mundo de juguete             |               |
| 1973 | El honorable señor Valdez    |               |
| 1972 | Hermanos Coraje              | Celia         |
| 1971 | La recogida                  |               |
| 1971 | Lucía Sombra                 | Campesina     |
| 1970 | Mariana                      |               |
| 1968 | Leyendas de México           |               |
| 1968 | Los Caudillos                |               |
| 1967 | El juicio de nuestros hijos  |               |
| 1967 | El cuarto mandamiento        |               |
| 1966 | María Isabel                 | Chona         |
| 1966 | El espejismo brillaba        |               |
| 1965 | Llamado urgente              |               |
| 1964 | México 1900                  |               |
| 1963 | La mesera                    |               |
| 1963 | Agonía de amor               |               |
| 1962 | Sor Juana Inés de la Cruz    |               |
| 1961 | La Leona                     |               |
| 1959 | El precio del cielo          |               |

| Año  | Película                                              | Rol                              | Notas                            |
| ---- | ----------------------------------------------------- | -------------------------------- | -------------------------------- |
| 1993 | Un año perdido                                        | Doña Ema                         |                                  |
| 1992 | Como agua para chocolate                              | Nacha                            |                                  |
| 1992 | Jefe de vigilancia                                    |                                  |                                  |
| 1991 | Contigo en la distancia                               |                                  | Cortometraje                     |
| 1991 | Con el amor no se juega                               | Sirvienta                        |                                  |
| 1990 | Atrapados                                             |                                  |                                  |
| 1989 | One Man Out                                           |                                  |                                  |
| 1989 | El chácharas                                          |                                  |                                  |
| 1988 | Matón de rancho                                       |                                  |                                  |
| 1988 | Central camionera                                     |                                  |                                  |
| 1988 | El gran relajo mexicano                               |                                  |                                  |
| 1986 | Tierra de rencores                                    |                                  |                                  |
| 1986 | Pistoleros famosos II                                 |                                  |                                  |
| 1985 | El gatillo de la muerte                               |                                  |                                  |
| 1984 | El regreso del carro rojo                             |                                  |                                  |
| 1983 | Lazos de sangre                                       |                                  |                                  |
| 1983 | Maldita miseria                                       | Doña Cholita                     |                                  |
| 1983 | Un hombre llamado el diablo                           |                                  |                                  |
| 1983 | Fieras en brama                                       |                                  |                                  |
| 1982 | La combi asesina                                      | Daniela                          |                                  |
| 1981 | Fuego en el mar                                       |                                  |                                  |
| 1981 | Okey, Mister Pancho                                   |                                  |                                  |
| 1981 | Pistoleros famosos                                    |                                  |                                  |
| 1981 | El criminal                                           |                                  |                                  |
| 1980 | Hijos de tigre                                        |                                  |                                  |
| 1980 | Dos hermanos murieron                                 | Doña Rosa                        |                                  |
| 1979 | La india blanca                                       | Doña juana, madre de Rutilo      |                                  |
| 1978 | Los triunfadores                                      |                                  |                                  |
| 1978 | Los amantes fríos                                     | Doña Chona                       | Segmento "El soplador de vidrio" |
| 1978 | El cuatro dedos                                       | Petra                            |                                  |
| 1978 | Las mariposas disecadas                               | Gloria                           |                                  |
| 1977 | Pedro Páramo                                          | Madre de Pedro Páramo            |                                  |
| 1977 | Balún Canán                                           | La tullida                       |                                  |
| 1977 | La puerta falsa                                       |                                  |                                  |
| 1977 | El elegido                                            | Madre de Andrés                  |                                  |
| 1974 | La casa de Bernarda Alba                              | Josefa                           | Película para televisión         |
| 1974 | Me caí de la nube                                     | Doña María                       |                                  |
| 1973 | Renzo, el gitano                                      |                                  |                                  |
| 1973 | Mi mesera                                             |                                  |                                  |
| 1971 | Elena y Raquel                                        |                                  |                                  |
| 1971 | Temporada salvaje                                     |                                  |                                  |
| 1971 | Una vez, un hombre...                                 |                                  |                                  |
| 1970 | Simplemente vivir                                     | María                            |                                  |
| 1970 | La guerra de las monjas                               |                                  |                                  |
| 1970 | Dos mulas para la hermana Sara                        |                                  |                                  |
| 1969 | La casa de las muchachas                              |                                  |                                  |
| 1969 | El libro de piedra                                    | Paulina                          |                                  |
| 1969 | Los recuerdos del porvenir                            | Vieja de las noticias            |                                  |
| 1969 | El Yaqui                                              | Doña Teodora                     |                                  |
| 1968 | Santo el enmascardo de plata vs los villanos del ring |                                  |                                  |
| 1967 | Novias impacientes                                    |                                  |                                  |
| 1967 | Los años verdes                                       |                                  |                                  |
| 1967 | Si quiero                                             |                                  |                                  |
| 1967 | El barón Brakola                                      |                                  |                                  |
| 1965 | Especialista en chamacas                              |                                  |                                  |
| 1965 | Los cuervos están de luto                             | Esposa de Acasio                 |                                  |
| 1965 | El señor doctor                                       |                                  |                                  |
| 1963 | Un tipo a todo dar                                    |                                  |                                  |
| 1962 | Atrás de las nubes                                    |                                  |                                  |
| 1962 | El tejedor de milagros                                | Doña Agustina                    |                                  |
| 1962 | Los secretos del sexo débil                           |                                  |                                  |
| 1962 | Juventud sin Dios (La vida del padre Lambert)         |                                  |                                  |
| 1961 | Sobre el muerto las coronas                           |                                  |                                  |
| 1960 | Simitrio                                              |                                  |                                  |
| 1960 | Tin Tan y las modelos                                 |                                  |                                  |
| 1960 | El tesoro de Chucho el Roto                           |                                  |                                  |
| 1960 | A tiro limpio                                         |                                  |                                  |
| 1959 | El puma                                               | Doña Luisa                       |                                  |
| 1959 | Sonatas                                               | Nana                             |                                  |
| 1959 | Manicomio                                             | Lola                             |                                  |
| 1959 | Nazarín                                               | Josefa                           |                                  |
| 1959 | Kermesse                                              | Doña Rita                        |                                  |
| 1958 | Misterios de la magia negra                           | Espectadora nerviosa             |                                  |
| 1958 | The Bravados                                          | Señora Parral                    |                                  |
| 1957 | Alma de acero                                         |                                  |                                  |
| 1957 | El buen ladrón                                        |                                  |                                  |
| 1956 | Una piedra en el zapato                               | Protegida asesinada de Villardel |                                  |
| 1954 | La entrega                                            | Amiga de Alicia                  |                                  |
| 1953 | El señor fotógrafo                                    | Enfermera                        |                                  |
| 1953 | Mujeres que trabajan                                  | Espectadora desfile de modas     |                                  |
| 1953 | Fruto prohibido                                       | Señora Luz María Gómez           |                                  |
| 1952 | Tres hombres en mi vida                               | Marianita                        |                                  |

## Premios y nominaciones

### Premios TVyNovelas
| Año  | Categoría            | Telenovela       | Resultado |
| ---- | -------------------- | ---------------- | --------- |
| 1993 | Mejor primera actriz | De frente al sol | Ganadora  |